# Шегане
Шегане (серб. Шегање / Šeganje) — село в общине Вишеград Республики Сербской Боснии и Герцеговины. Население составляет 330 человек по переписи 2013 года.